# التجار (الهند)

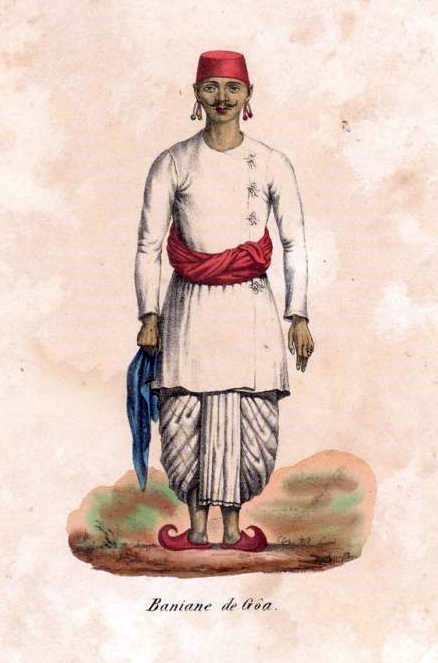

التجار (بالهندية بانيا) طائفة مهنية معروفة في بلاد الهند تضم الباعة والصيارفة والمقرضين وتجار الحبوب والتوابل، وتطلق اليوم أيضا على الشركات التجارية.